# Праздник единства народа Казахстана
Пра́здник еди́нства наро́да Казахста́на — государственный праздник в Казахстане, отмечаемый ежегодно 1 мая.
Праздник начал отмечаться в 1996 году. 18 октября 1995 года президент Казахстана Нурсултан Назарбаев подписал указ об объявлении 1 мая Днём единства народа Казахстана, отменив тем самым празднование Дня труда.
По утверждению политических деятелей Казахстана, сохранение межнационального и межрелигиозного согласия является одним из приоритетов политики.
В 2016 году традиционные шествия были отменены в ряде городов на фоне протестов против земельной реформы, при этом властями причинами назывались погодные условия, недопущение создания помех общественному транспорту, и празднование православными Пасхи.